# Rio Missouri
O rio Missouri é um afluente do rio Mississippi e o mais longo rio totalmente incluído no território dos Estados Unidos, com 3 767 km.
O Missouri surge na confluência dos rios Madison, Jefferson e Gallatin, no Montana, e encontra o Mississippi ao norte de St. Louis.
O sistema formado pelos rios Missouri-Mississippi forma o quarto rio mais longo do mundo. A bacia hidrográfica do rio Missouri cobre um sexto de todo o continente norte-americano.
No seu estado original, com meandros, o rio Missouri era o rio mais longo da América do Norte. Cerca de 110 km foram entretanto encurtados por canais e o seu comprimento é comparável ao do Mississippi.
Na confluência destes dois grandes rios, o Missouri quase que duplica o volume do Mississippi, pois é responsável por 45% do fluxo em St. Louis em época normal e 70% em épocas secas. Apenas outro afluente do Mississippi, o rio Ohio, contribui com mais volume de água.
É chamado "Big Muddy" (grande enlameado) ou "Dark River" (rio escuro) por causa do alto conteúdo de silte.

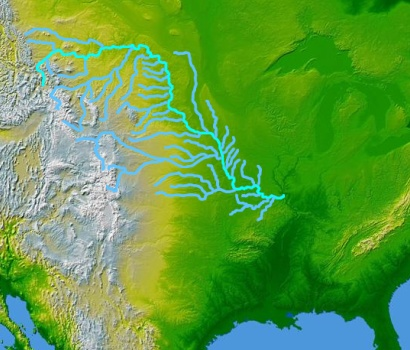
Mapa do Missouri e principais afluentes.
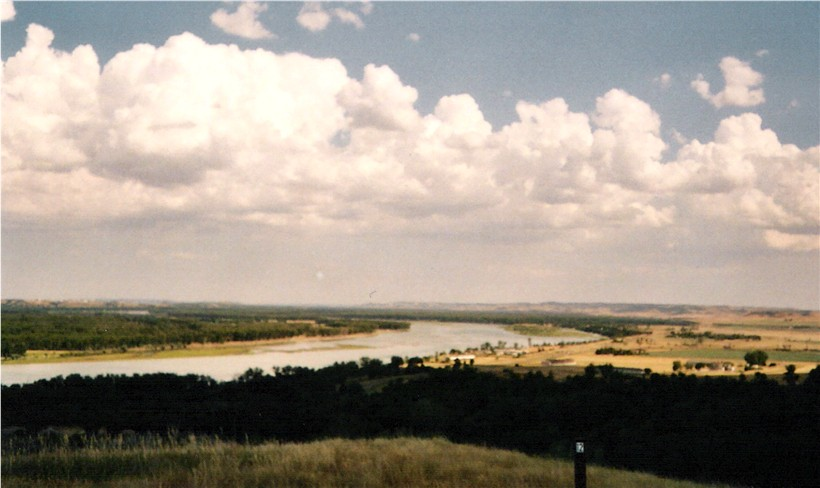
O Missouri perto do Fort Abraham Lincoln State Park a sul de Bismarck (Dakota do Norte)
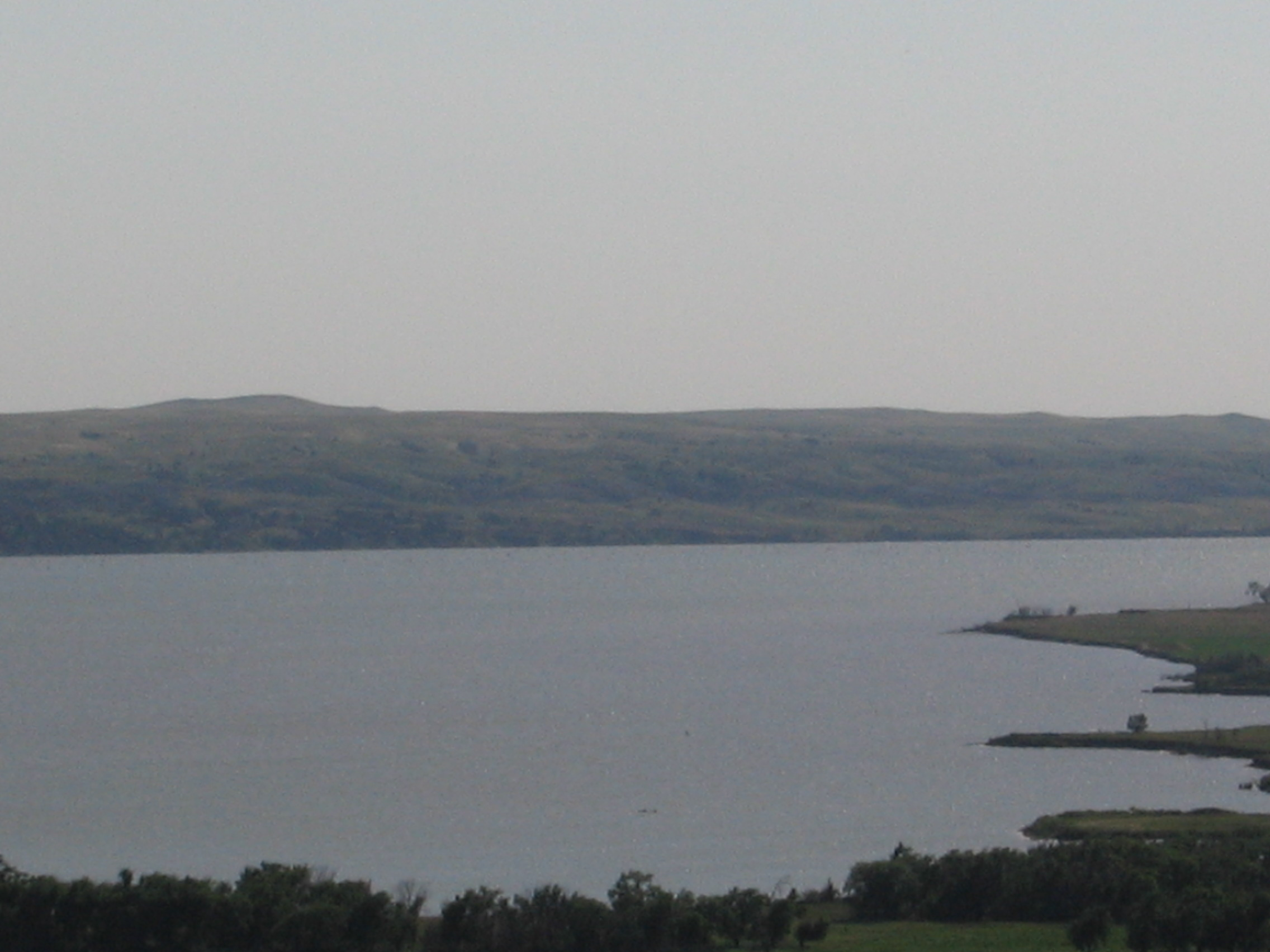
O lago Sharpe e o Missouri, Dakota do Sul